# Jelačić bán tér
A Jelačić bán tér vagy a Petőfi Sándor által elterjesztett téves magyaros írásmóddal Jellasics tér (horvátul Trg bana Jelačića) Zágráb főtere, melyet Josip Jelačić (a magyarban elterjedt írásmód szerint Joszip Jellasics) horvát bánról neveztek el. Hivatalos neve mellett Jelačić plac (a plac a horvátban német jövevényszó; Platz németül teret jelent) vagy csak az egyszerű Trg („a tér”) nevet is használják.
A tér Zágráb óvárosában, a Felsőváros (Gradec) és a Káptalandomb (Kaptol) közelében, közvetlenül a Dolac piactól délre található. Nyugatról az Ilica, északnyugatról a Pavla Radića, északról a  kisebb Splavnica és Harmica, északkeletről a Bakačeva, keletről a Nikole Jurišića (Jurisics Miklós), délkeletről a Praška, végül délnyugatról a Ljudevita Gaja utca torkollik bele. A zágrábi belváros gyalogosövezetének központja.

## Története

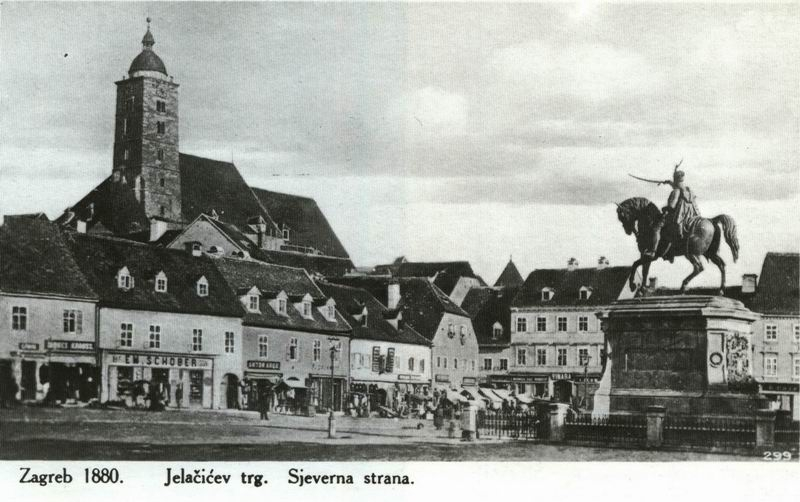
A tér egy 1880-as képeslapon, háttérben a katedrálissal (földrengés előtti állapot)

A tér a 17. század óta létezik, első ismert neve Harmica. A teret határoló épületek között található klasszicista, szecessziós és modern stílusú is. A legrégebbi épület a 18-as szám alatti, mely 1827-ben épült.
A téren áll Josip Jelačić bán nagyméretű lovasszobra, az osztrák Anton Dominik Fernkorn alkotása. A szobrot eredetileg 1866. október 19-én állították fel az osztrák hatóságok a zágrábi tanács tagjainak ellenállása mellett. Ekkor a szobor észak felé nézett, amit sokan úgy értelmeztek, hogy kardját fenyegetőleg Magyarország, illetve Budapest felé mutatja, emlékeztetve a szabadságharc idején betöltött szerepére (valójában Budapest északkeleti irányban van). A szobrot 1947-ben eltávolították a kommunista jugoszláv hatóságok, mivel Jelačićot osztrák kollaboránsnak bélyegezték. A szobrot Antun Bauer, a Gliptoteka galéria kurátora a galéria pincéjében helyezte el. A teret átnevezték Köztársaság térre (Trg Republike).
Az 1987 nyarán Zágrábban megrendezett Universiade alkalmából számos felújítást hajtottak végre a városban. A teret kő burkolattal látták el, ekkor lett a belvárosi sétálóövezet része. Az 1898 óta fedett Medveščak-patak egy részét újra láthatóvá tették a Medveščak-kúttal együtt.
Jugoszlávia felbomlása és az önálló horvát nemzetgyűlés megválasztása után ismét újraértékelték Jelačić szerepét, a teret újra a bánról nevezték el és 1990. október 11-én szobrát is visszaállították, ezúttal dél felé fordítva. Ennek egyesek ismét politikai tartalmat tulajdonítanak, miszerint ez egyfelől egy Magyarországnak tett gesztus, másfelől most az új ellenség, Belgrád felé csap a bán kardja (valójában Belgrád keletre és nem délre helyezkedik el).

## A mai tér
A tér ma a legkedveltebb találkozóhely Zágrábban. Mivel a sétálóövezet része, gépkocsival nem lehet megközelíteni, viszont a villamosvonalak fő csomópontja: nappal az 1, 6, 11, 12, 13, 14, 17, éjszaka a 31, 32, 34 viszonylatok haladnak át rajta. Az teret körülvevő épületek homlokzatát folyamatosan felújítják, ezalatt óriáshirdetések takarják az állványzatot. A Manduševac-kút a tér keleti felén található.

## Galéria

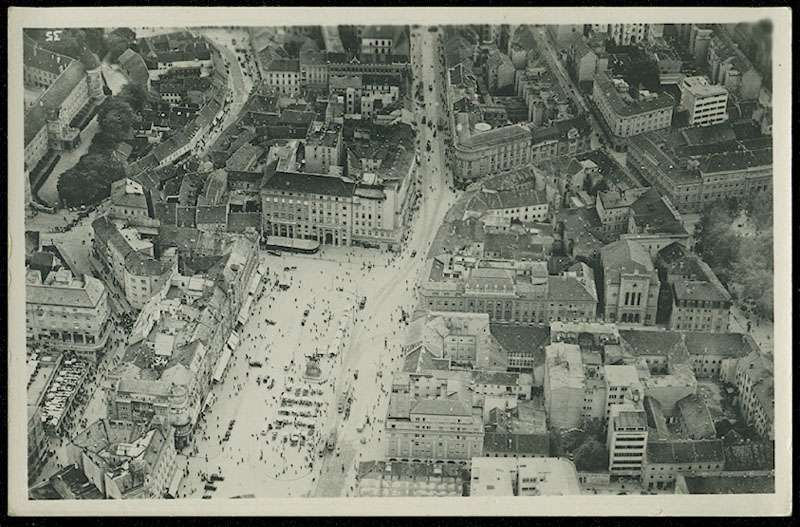
A tér 1933-ban
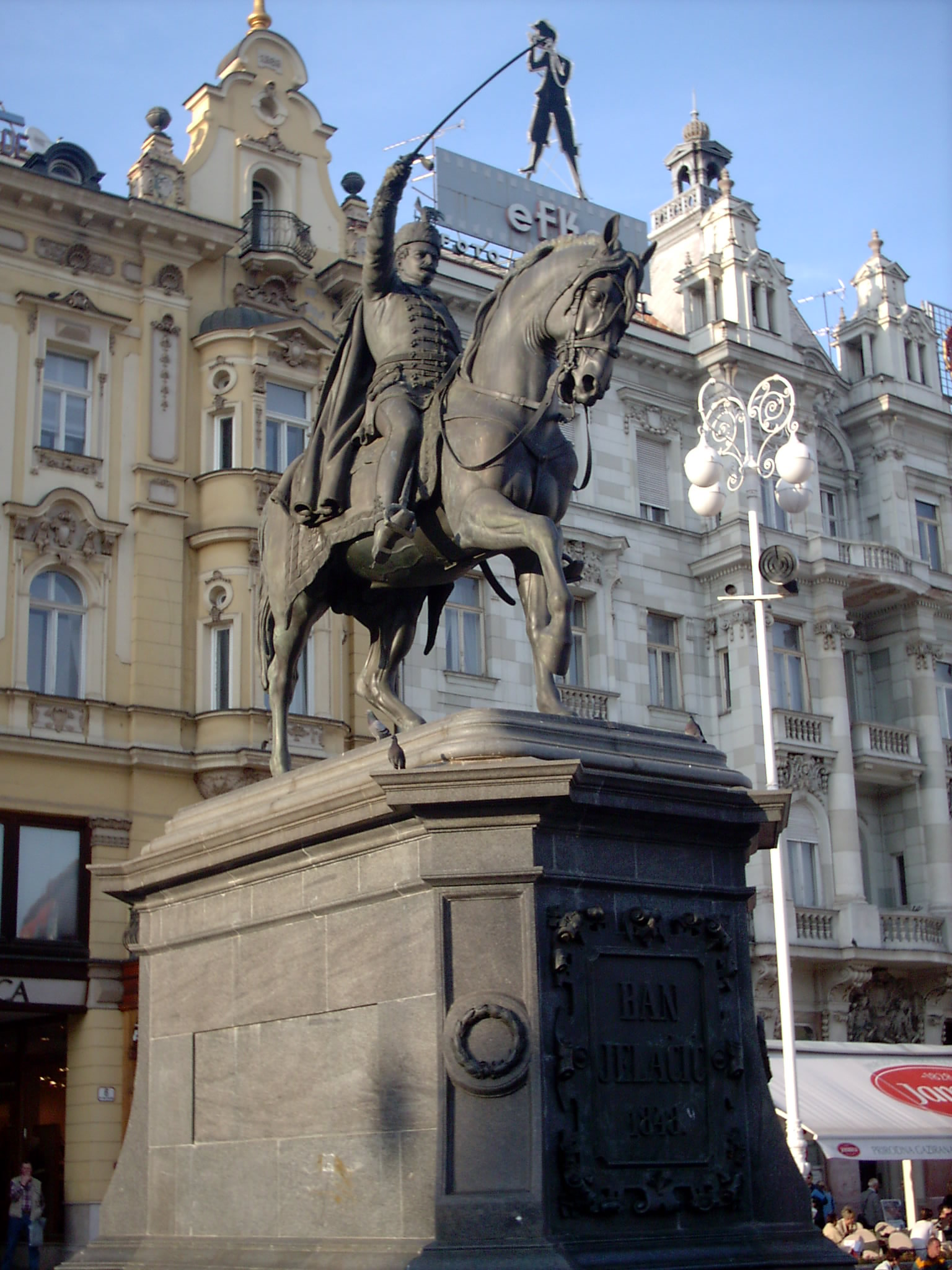
A Jelačić-szobor
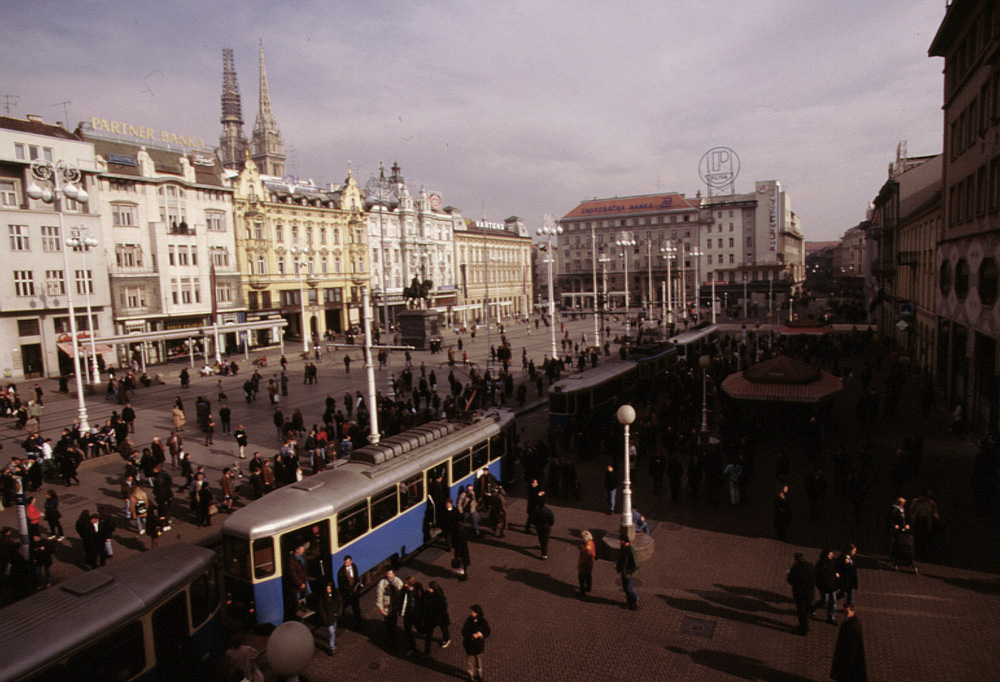
A tér északi és keleti oldala
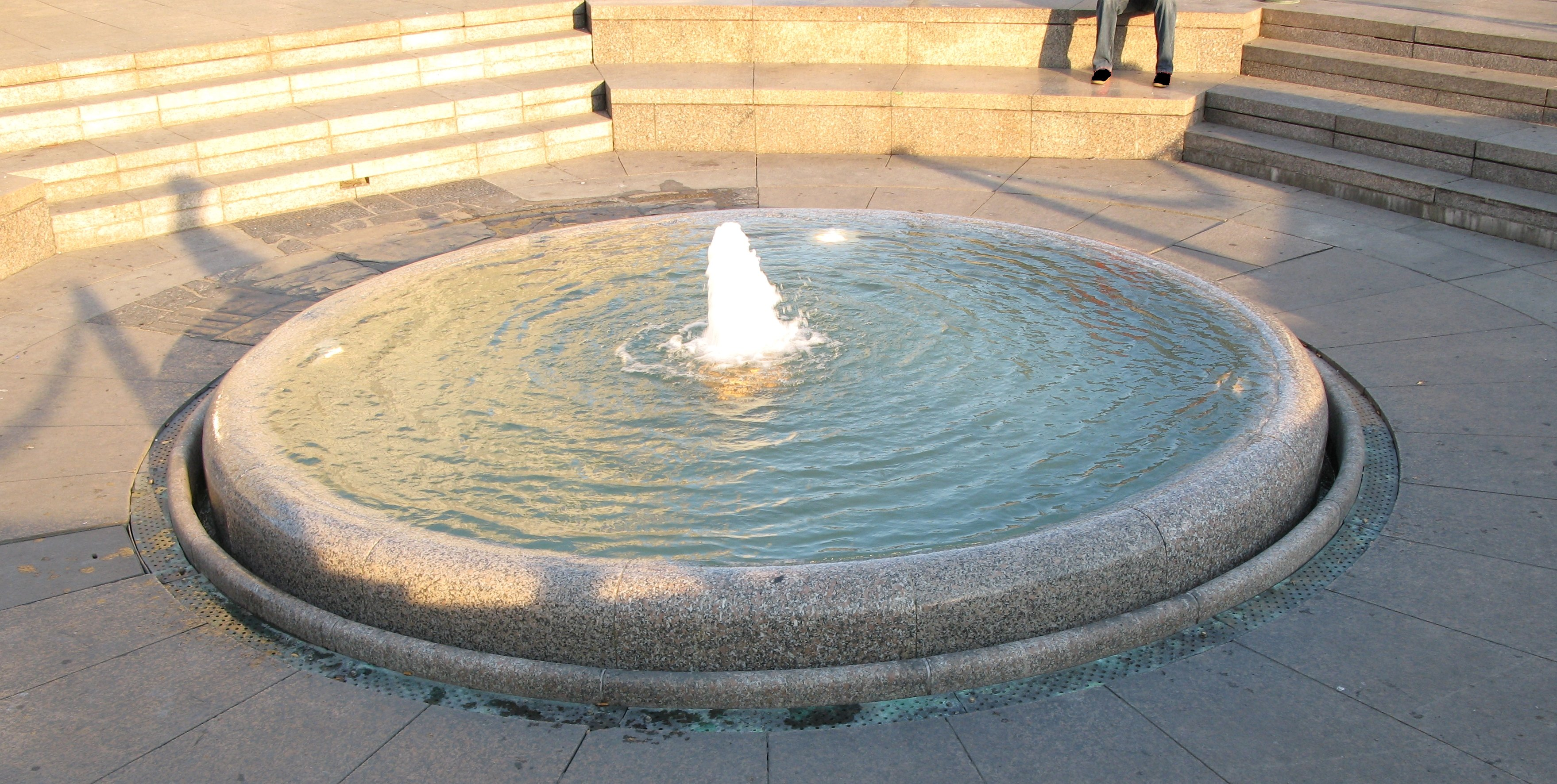
A Manduševac-kút
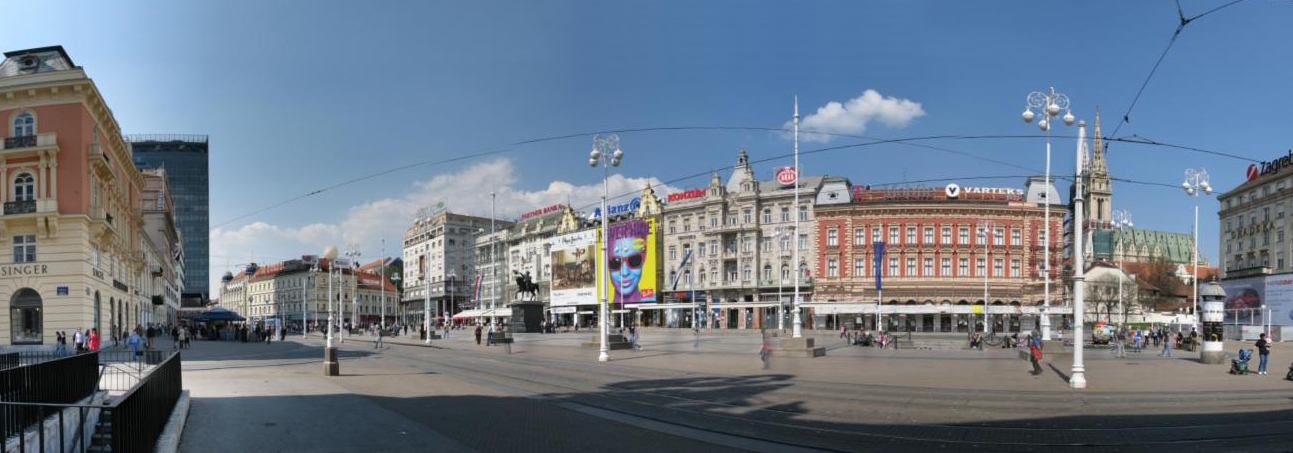
Panorámakép a tér északi és nyugati oldalával
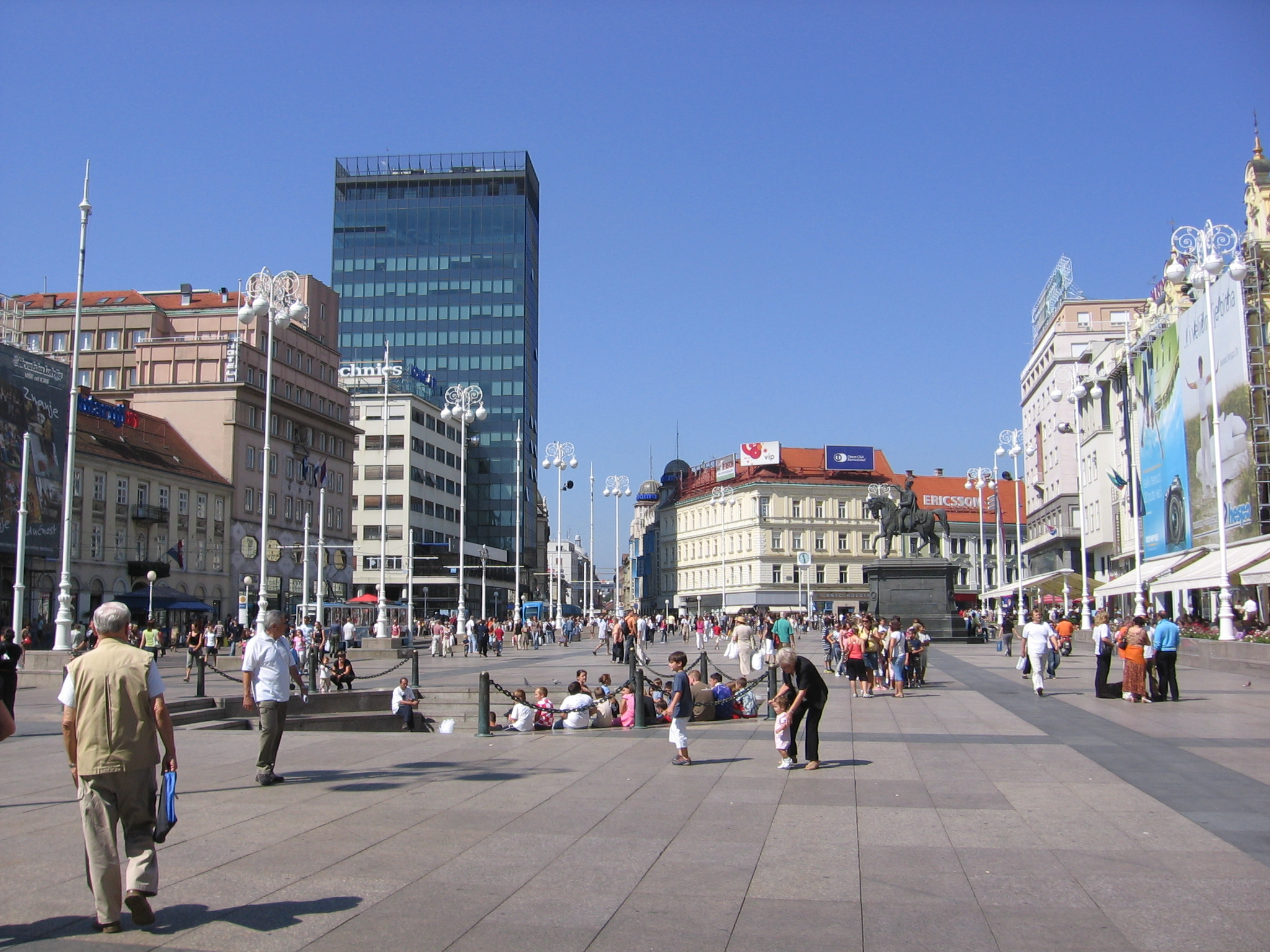
A tér déli, nyugati és északi oldala
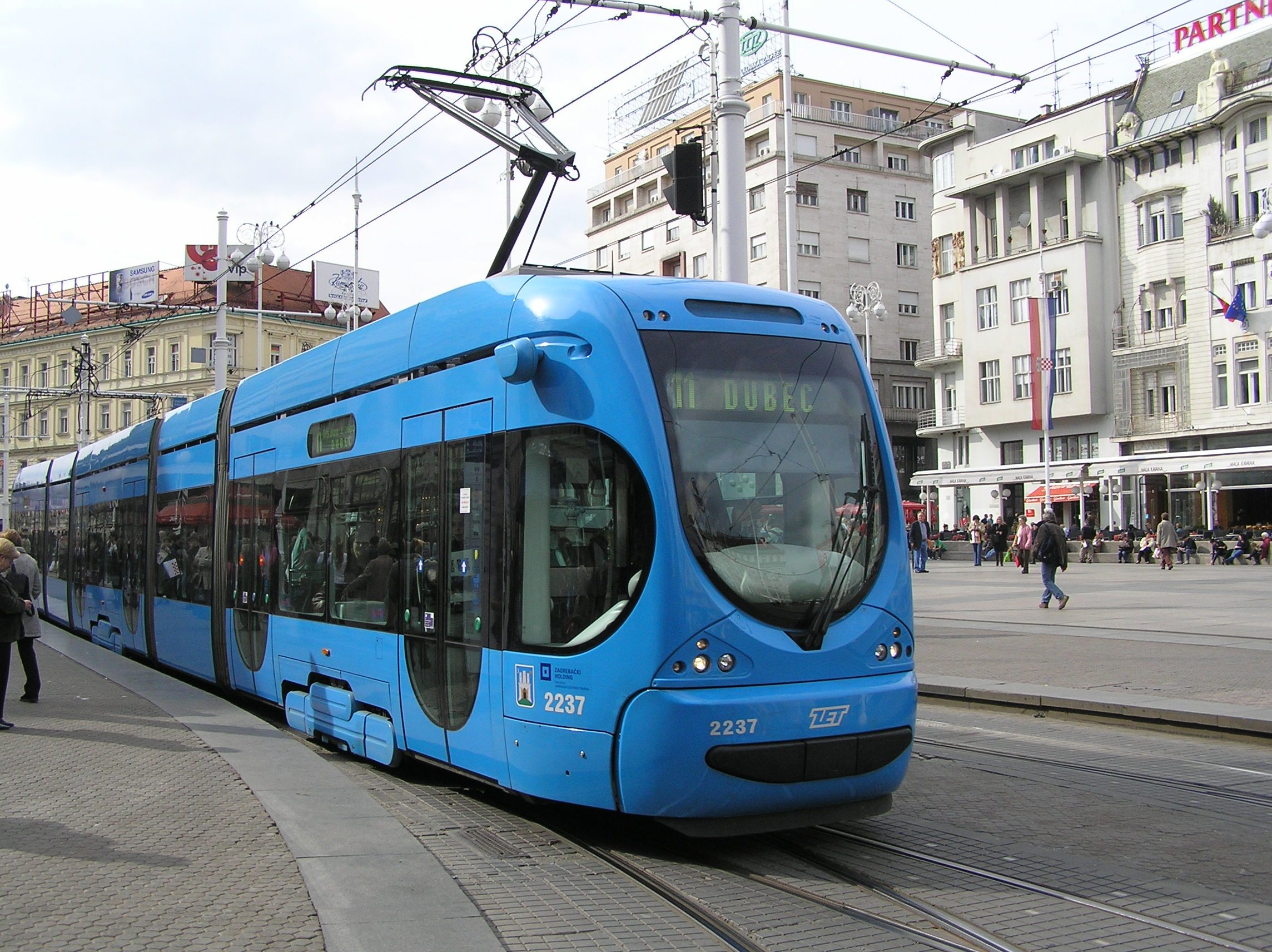
Modern villamos (Crotram) halad át a téren
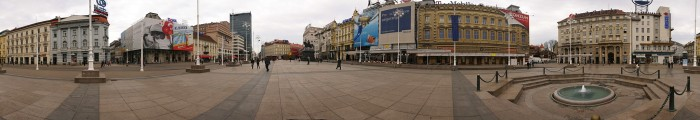
Teljes panorámakép